# Code Delta (émission de télévision)
Pour la méthode de compression de données, voir Codage delta.
 (août 2011).
Code Delta est une émission de télévision française de jeu d’aventures diffusée sur France 3 à la rentrée, en septembre 2011 et présentée par Éric Perrin, animateur de France 3 Aquitaine.

## Principe
Ce jeu d'aventure confronte deux familles composées de trois membres de générations différentes (un enfant de 10 à 14 ans, son père de 30 à 45 et son grand-père à partir de 55 ans par exemple) dans une chasse au trésor moderne basée sur le géocaching mélangeant le rallye et la course d'orientation. 
Ce jeu télévisé est principalement basé sur des vidéos aériennes réalisés avec un drone Sky-Shoot.
Cette émission est tournée en province et diffusée sur les antennes régionales de France 3 et non sur l'antenne nationale. Toutes les régions diffuseront le programme, à l'exception des quatre régions du sud-est.